# Lycostomus auriculatus
Lycostomus auriculatus là một loài bọ cánh cứng trong họ Lycidae. Loài này được Fairmaire miêu tả khoa học năm 1891.